# 요시자와 카스미
요시자와 카스미(일본어: 芳澤 かすみ), 나중에 요시자와 스미레(일본어: 芳澤 すみれ)라는 이름으로 밝혀지는 이 캐릭터는 2019년 페르소나 5의 확장작인 《페르소나 5 더 로열》의 등장인물이다. 요시자와는 언니처럼 리듬 체조 선수이며, 주인공 조커처럼 슈진 고등학교의 전학생이다. 카스미라고 자신을 소개하는 이는 게임 플레이 대부분 상호작용 불가능한 캐릭터로 등장하며, 게임 후반부에 죽은 언니 카스미의 신분을 가장한 스미레로 밝혀진다. 또한 페르소나 5의 일본 만화 각색판과 게임 《페르소나 5 택티카》에 다운로드 가능 콘텐츠로 등장했다.
요시자와는 소에지마 시게노리가 디자인했으며, 소에지마는 포니테일 사진을 활용해 디자인의 여러 측면에서 영감을 얻었다. 목소리는 영어로는 로라 포스트가, 일본어로는 아마미야 소라가 맡았다.

## 개발
요시자와는 페르소나 5 대부분의 캐릭터와 마찬가지로 소에지마 시게노리가 디자인했다. 게임 전반에 걸쳐 요시자와는 센드리옹, 바나디스, 엘라 총 세 가지 페르소나를 가지고 있다. 게임스팟과의 인터뷰에서 소에지마는 자신이 디자인하는 모든 캐릭터에는 발상의 "시작점"이 있으며, 요시자와의 시작점은 포니테일을 만드는 방법에 대한 사진이었다고 말했다. 그는 뒤에서 본 포니테일 이미지가 귀엽다고 생각했고, 이것이 얼굴을 디자인하는 방식에도 영향을 미쳤다고 밝혔다.
페르소나 5 웹사이트는 요시자와를 "주인공이 전학 온 같은 해 봄에 슈진 학원에 입학한 미소녀"라고 말한다. 또한 "중학교 때부터 리듬 체조 선수로서 뛰어난 성적을 거두었다"고 밝힌다.

## 등장
아마미야 렌 (조커)에게 카스미라고 소개한 요시자와 스미레는 믿음 아르카나를 상징한다. 처음에는 게임의 다른 모든 협력자와 달리 요시자와는 초기 랭크가 5개뿐이다. 요시자와의 협력자 관계는 원래 하고 있던 체조에 초점을 맞추고 있다. 게임 도중인 10월 3일, 대회에서 3위를 한 후 요시자와는 명예 재학생 지위를 잃을 위기에 처한다. 이후 요시자와는 조커와 모르가나와 동행하여, 조커와 괴도단이 사람들의 "마음을 바꿀" 수 있는 장소인 메멘토스에서 우연히 누군가의 팰리스에 진입한다. 그곳에서 요시자와는 자신을 질책하는 언니의 인지적 버전과 대면한 후 페르소나 센드리옹을 각성시킨다. 조커와 모르가나가 요시자와의 페르소나 잠재력을 깨닫는 걸 보자 괴도단에 합류하라고 초대하지만, 그녀는 처음에는 거절하고 정말 필요하다면 돕겠다고 제안한다. 경찰의 추적을 피해 사에 니지마의 팰리스(게임의 프롤로그로 거슬러 올라가는 곳)에서 탈출한 조커는 요시자와의 도움을 많이 받은 보답으로 섀도로부터 조커를 구출한다. 시도의 사건 동안 요시자와는 괴도단에 합류하겠다고 제안하지만, 시도에게 너무 위험해질 수 있다는 걱정으로 이를 거절한다.
페르소나 5 더 로열의 3학기 초반, 요시자와는 조커와 시도 팰리스 사건 이후 사망했다고 생각했던 아케치 고로와 함께 메멘토스에 진입하며, 이전에 그녀와 조커가 침투했던 신비로운 팰리스에 들어간다. 이 팰리스는 슈진 학원의 양호 선생님였던 마루키 타쿠토 박사가 인지 세계를 사용하여 세상을 자신의 생각으로 재구성했음이 밝혀진다. 마루키는 카스미가 요시자와의 진짜 이름이 아니라 그녀의 죽은 언니의 이름이며, 실제로는 스미레가 여동생임을 밝힌다. 카스미는 아무것도 모르는 스미레를 구하려다 차에 치여 사망했다. 이 사건으로 스미레는 극심한 죄책감과 트라우마를 겪었고, 마루키로부터 치료를 받았다. 마루키는 자신이 인지적 개입과 심리학을 사용하여 스미레가 자신이 카스미라고 믿게 만들었음을 밝힌다. 조커와 싸우고 페르소나가 폭주한 후엔 결국 요시자와가 자신이 스미레이며 카스미는 죽었다는 사실을 받아들인다. 그녀는 공식적으로 "바이올렛"(스미레의 영어 단어)이라는 코드네임으로 괴도단에 합류하고 센드리옹을 다시 각성시킨다. 플레이어가 12월 22일 이전에 스미레의 협력자 랭크를 5로 만들고 야르다바오트를 물리쳤다면 협력자 랭크는 3학기 동안 6에서 10으로 확장될 수 있다. 스미레의 페르소나 센드리옹은 랭크 10 이후 바나디스로 진화하며, 플레이어가 세 번째 페르소나 각성을 위해 그녀와 대화하기를 선택하면 엘라로 진화한다. 그녀는 조커에게 정식으로 반한 몇 안 되는 괴도단원 중 한 명이며, 조커가 그녀의 감정에 보답하든 안 하든 이 감정은 유지된다.
요시자와는 아케치와 함께 《페르소나 5 택티카》에 다운로드 가능한 콘텐츠로 등장한다. 또한 페르소나 5의 만화 각색판에도 등장한다.

### 기타 미디어
요시자와는 부분 유료화 공포 게임 《제5인격》에서 무료 스킨으로 등장한다.

## 평가
요시자와와 캐릭터와 그 이야기에 대한 평가는 대체로 긍정적이었다. 요시자와는 페르소나 5 더 로열 공식 캐릭터 인기 투표에서 3위를 차지했다. 《폴리곤》의 로라 데일은 페르소나 5 더 로열의 추가 요소(요시자와 포함)가 "[플레이어]가 100시간 이상 걸릴 만한 게임을 다시 플레이하고 싶게 만들었다"고 평했다. 《IGN》의 페르소나 5 더 로열 리뷰에서 리애나 하퍼는 요시자와를 포함한 새로운 캐릭터가 보기에 "보람 있다"고 언급했지만, 나중에 캐릭터가 3학기까지 괴도단에 합류하지 않는 것은 실망스럽다고 덧붙였다. 실리콘에라의 제니 라다는 페르소나 5 더 로열 리뷰에서 요시자와가 "우리가 자신을 동일시할 수 있는 인물이 된다"고 말했다. TheGamer의 트리스탄 주르코비치는 요시자와를 페르소나 5 더 로열의 최고 장점 중 하나라고 칭하며, "완벽하게 어울리고" "자연스럽게 끼워넣어진" 느낌을 주었다고 평했다. 게임 인포머의 조 주바는 요시자와를 2020년 최고의 캐릭터 중 한 명으로 꼽으며 외향적인 모습과 내면의 갈등이 "밝고 낙천적인" 사람이더라도 더 복잡한 문제가 있을 수 있음을 어떻게 반영하는지에 대해 논했다.
폴리곤의 로라 데일은 카스미가 잘 쓰여졌음에도 불구하고 이야기 초반에 등장하는 방식이 너무 "강요된" 느낌이 들었고, 갈등과 거의 관련이 없다고 느꼈다. 또한 게임 랜트의 올리브 호는 요시자와가 시도와의 싸움에 참여하지 않은 것에 대해 실망감을 표했다. 그녀를 배제한 이유(너무 위험하다는 것)가 충분히 강하지 않다고 보았는데, 그녀는 요시자와가 충분히 능력이 있다고 믿었기 때문이다. 플레이어가 요시자와가 결국 괴도단에 합류할 것임을 알고 있기 때문에 이 결정이 그녀를 나중에 괴도단에 합류시키기 위한 빈약한 이유처럼 느껴진다고 주장했다. 또한 시도의 팰리스가 새로운 캐릭터를 소개하지 않는 유일한 팰리스였으며, 요시자와가 그때 합류했더라면 다른 모든 팰리스에서 사용된 공식에 더 잘 맞았을 것이라고 주장했다.